# ジェミニ9-A号
ジェミニ9-A号 （英: Gemini 9AもしくはGemini IX-A） は、アメリカ合衆国の有人宇宙飛行であるジェミニ計画で打ち上げられた宇宙船およびその宇宙飛行計画。ジェミニ宇宙船としては9番目のものであり、1966年6月3日に打ち上げられた。

## 概要

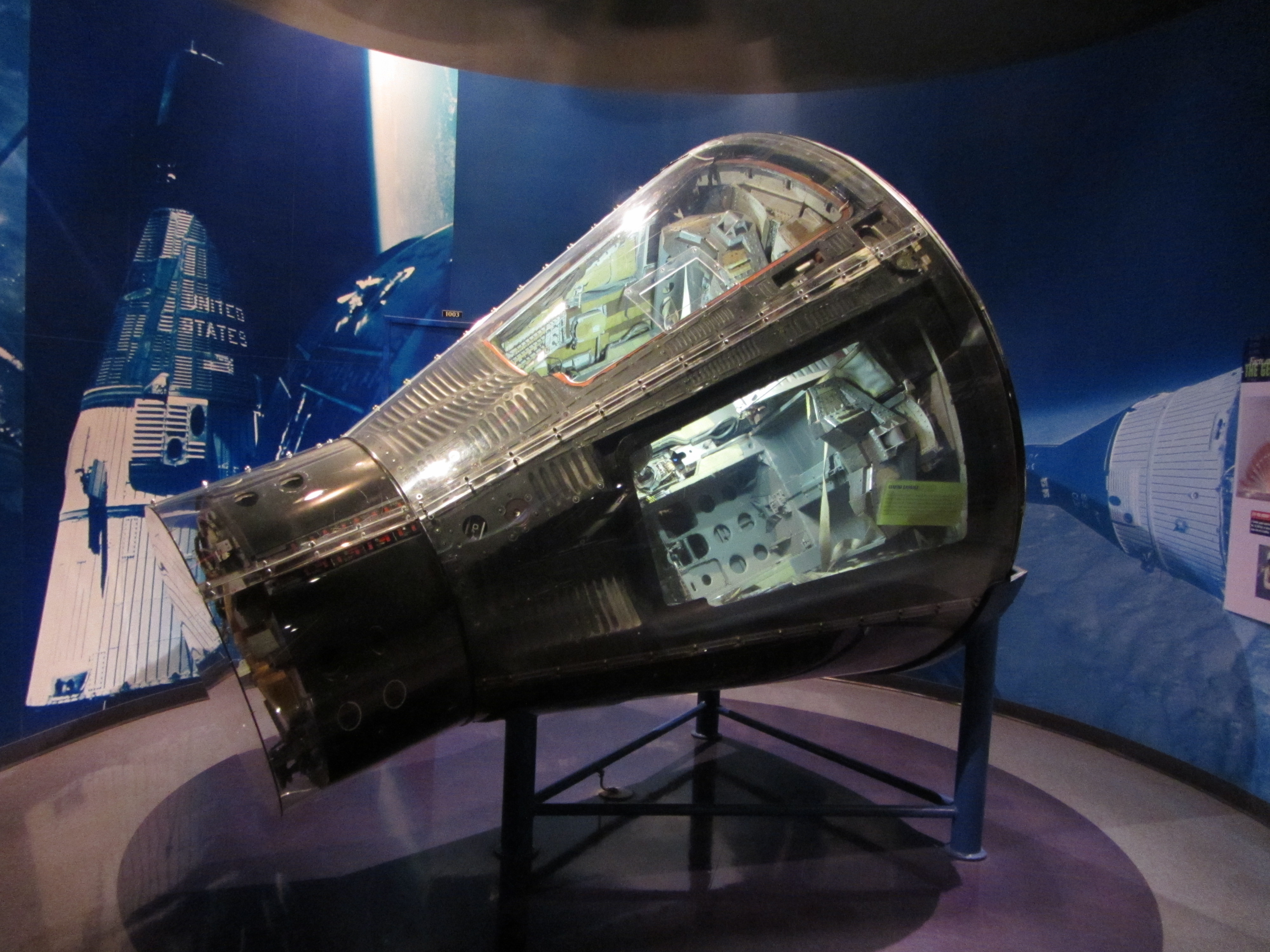
ケネディ宇宙センターに展示されているジェミニ9-A号

ジェミニ9号の目的は、軌道上においてドッキングを成功させることにあった。しかし、ドッキング対象となるはずだったアジェナ標的機(GATV-5004)は、1966年5月17日にケープカナベラル空軍基地LC-14発射台よりアトラス・ロケットを用いて打ち上げられたものの、軌道投入に失敗し、ジェミニ9号の打ち上げも中止された。
GATV-5004の代わりに、ATDA #02186を打ち上げ、ドッキング試験を行うことになり、ミッション名もジェミニ9-A号に変更された。ATDAは、アジェナ標的機のうち、ドッキングポートを中心とした部分であり、ロケットエンジンや燃料タンクは省略された。ATDAは、1966年6月1日に打ち上げられた。ジェミニ9-A号も6月1日に打ち上げられる予定であったが、発射3分前に機器の不調により打上げ中止となった。結局、1966年6月3日にケープカナベラル空軍基地LC-19発射台より打ち上げられた。
打ち上げ49分後から、ATDA接近のための軌道修正を開始し、3時間20分後に93kmの地点にまで接近した。ATDAは、軌道投入されたものの、モニタリング信号によれば、シュラウド（ペイロードフェアリング）が開ききっていないことが示されていた。ジェミニ9-A号が接近し目視した結果、モニタリング信号通り、シュラウドが開ききっていないことが確認され、ドッキングは不可能の状態であった。ATDAのシュラウドは、半分 口をあけた状態にあり、その様子は「怒ったワニ(angry alligator)」と形容された。船外活動により、シュラウドを開放することも検討されたが、爆発ボルトが危険なこともあり、その作業は行なわれなかった。ドッキング試験は中止し、ランデブー試験のみが行われた。
飛行3日目に、船外活動試験を実施することとなった。ユージン・サーナンが船外に出て、推進/機械部に搭載された宇宙飛行士機動ユニット(Astronaut Maneuvering Unit,AMU)を装着し、船外活動を行うというものであった。しかし、無重力下の宇宙空間での移動は困難を極めた。宇宙服は動きづらかったのみならず、汗による湯気でバイザーが曇り、視界が確保されなかった。このため、AMUのところまで移動するのに1時間を費やした。飛行士の疲労や視界不良のため、AMUによる船外活動は中止となり、ユージン・サーナンは再び1時間をかけて船内に戻った。なお、このAMUは空軍システム軍団が開発したものであった。
周回45週目に逆噴射を行い、大気圏再突入を開始した。再突入動作は非常に順調であり、フロリダ半島沖の大西洋に展開していた航空母艦ワスプから700mの地点に着水した。アメリカ国防総省もジェミニ9-A号の支援についており、人員11,301名と航空機92機、艦艇15隻が投入された。
ジェミニ9-A号は、フロリダ州ケープカナベラルにあるケネディ宇宙センターにて保管展示されている。

## 搭乗員
- 船長：トーマス・スタッフォード
- パイロット：ユージン・サーナン

### 予備搭乗員
- 船長：ジム・ラヴェル
- パイロット：エドウィン・オルドリン